# Division Nationale (1950/1951)
Sezon 1950/51 Division 1.

## Tabela końcowa
|    | Klub                   | Pkt | M  | Z  | R  | P  | G+ | G- | +/- |  | Komentarz                  |
| -- | ---------------------- | --- | -- | -- | -- | -- | -- | -- | --- |  | -------------------------- |
| 1  | OGC Nice               | 41  | 34 | 18 | 5  | 11 | 73 | 46 | +27 |  | Mistrz Francji             |
| 2  | Lille OSC              | 41  | 34 | 17 | 7  | 10 | 57 | 43 | +14 |  |                            |
| 3  | Le Havre AC            | 40  | 34 | 18 | 4  | 12 | 59 | 43 | +16 |  |                            |
| 4  | Nîmes Olympique        | 40  | 34 | 16 | 8  | 10 | 64 | 53 | +11 |  |                            |
| 5  | Stade de Reims         | 40  | 34 | 15 | 10 | 9  | 61 | 50 | +11 |  |                            |
| 6  | Girondins Bordeaux     | 37  | 34 | 14 | 9  | 11 | 58 | 49 | +9  |  |                            |
| 7  | AS Saint-Étienne       | 37  | 34 | 15 | 7  | 12 | 63 | 59 | +4  |  |                            |
| 8  | Olympique Marsylia     | 36  | 34 | 11 | 14 | 9  | 60 | 46 | +14 |  |                            |
| 9  | RC Strasbourg          | 34  | 34 | 14 | 6  | 14 | 49 | 58 | -9  |  | (zdobywca Coupe de France) |
| 10 | CO Roubaix-Tourcoing   | 32  | 34 | 12 | 8  | 14 | 55 | 53 | +2  |  |                            |
| 11 | FC Nancy               | 32  | 34 | 13 | 6  | 15 | 66 | 66 | 0   |  |                            |
| 12 | FC Sochaux-Montbéliard | 32  | 34 | 13 | 6  | 15 | 52 | 56 | -4  |  |                            |
| 13 | RC Paris               | 32  | 34 | 12 | 8  | 14 | 53 | 59 | -6  |  |                            |
| 14 | Stade Rennais          | 31  | 34 | 13 | 5  | 16 | 63 | 69 | -6  |  |                            |
| 15 | FC Sète                | 30  | 34 | 12 | 6  | 16 | 47 | 53 | -6  |  |                            |
| 16 | RC Lens                | 29  | 34 | 10 | 9  | 15 | 59 | 77 | -18 |  |                            |
| 17 | Toulouse FC            | 27  | 34 | 10 | 7  | 17 | 39 | 64 | -25 |  | Spadek do Division 2       |
| 18 | Stade Français         | 21  | 34 | 7  | 7  | 20 | 38 | 72 | -34 |  | Spadek do Division 2       |

## Awans do Division 1
- Olympique Lyon
- FC Metz

## Najlepsi strzelcy
| Miejsce | Piłkarz                 | Narodowość       | Klub                 | Gole |
| ------- | ----------------------- | ---------------- | -------------------- | ---- |
| 1       | Roger Piantoni          | Francja          | FC Nancy             | 28   |
| 2       | Jean Courteaux          | Francja          | OGC Nice             | 27   |
| 3       | Henri Baillot           | Francja          | Girondins Bordeaux   | 22   |
| 4       | Michel Levandowski      | Francja · Niemcy | RC Lens              | 21   |
| -       | Jean Grumellon          | Francja          | Stade Rennais        | 21   |
| 6       | Jean Saunier            | ?                | Le Havre AC          | 20   |
| -       | Bram Appel              | Holandia         | Stade de Reims       | 20   |
| 8       | Jean Baratte            | Francja          | Lille OSC            | 19   |
| 9       | Marcel Rouvière         | Francja          | Nîmes Olympique      | 17   |
| 10      | Léon Deladerrière       | Francja          | FC Nancy             | 15   |
| -       | Pär Bengtsson           | Szwecja          | OGC Nice             | 15   |
| -       | Jean-Jacques Kretschmar | ?                | CO Roubaix-Tourcoing | 15   |

## Skład mistrzowskiego zespołuOGC Nice
Bramkarz
- Robert Germain

Obrońcy
- Mokhtar Ben Nacef
- Louis Broccolichi
- Ahmed Firoud
- Marcel Gaillard
- Roger Mindonnet
- Hassan M'jid
- Serge Pedini
- Lennart Samuelsson

Pomocnicy
- Yeso Amalfi
- Jean Belver
- Abdelaziz Ben Tifour
- Désiré Carré
- Åke Hjalmarsson
- Léon Rossi

Napastnicy
- Pär Bengtsson
- Antoine Bonifaci
- Jean Courteaux
- François Fassone
- Robert Grange
- Roberto Serone

Trener
- Numa Andoire